# وتمن
وتمن (به انگلیسی: Vataman) یک روستا در هند است که در گجرات واقع شده‌است.

## خصوصیات
وتمن ۵٬۹۰۶ نفر جمعیت دارد.